# Europese weg 3
De Europese weg 3 of E3 is een Europese weg die een korte noord-zuidverbinding vormt in Frankrijk. Sommige trajecten zijn autosnelweg, andere delen een autoweg zonder gescheiden rijbanen. De E3 begint bij Cherbourg en eindigt bij La Rochelle.

## Algemeen
De Europese weg 3 is een Klasse A Noord-Zuid-verbindingsweg en verbindt de Franse plaatsen Cherbourg en La Rochelle. De E3 is door de UNECE als volgt vastgesteld:
Frankrijk
- Cherbourg
- Rennes
- Nantes
- La Rochelle

## Traject
De E3 ligt volledig in Frankrijk en begint in Cherbourg, vanwaar die de N13 volgt naar het zuidoosten, en bij Saint-Hilaire-Petitville de N174 naar het zuiden volgt. Aan het einde van deze weg wordt de A84 opgegaan richting Rennes. Eenmaal in Rennes aangekomen wordt de westkant van de ring N136 gevolgd, en wordt de weg vervolgd over de N137 naar Nantes. Hier wordt eveneens de westkant van de ring genomen, hier met wegnummers A844 en N844. Vanaf hier wordt de weg vervolgd over de A83 naar het zuiden, tot aan afrit 7 richting La Rochelle, waar de E3 de A83 afgaat en verdergaat over de D137, die wordt gevolgd tot aan de toerit naar de N11, waarover nog een paar kilometer wordt gereden tot het eind van de N11 en E3 bij het knooppunt met de ring La Rochelle N237.

## Nationale wegnummers
De E3 loopt over de volgende nationale wegnummers:
| Frankrijk | Frankrijk                                |
| --------- | ---------------------------------------- |
|           | Cherbourg - Saint-Hilaire-Petitville     |
|           | Saint-Hilaire-Petitville - Guilberville  |
|           | Guilberville - Rennes                    |
|           | Ringweg Rennes                           |
|           | Rennes - Nantes                          |
|           | Ringweg Nantes                           |
|           | Ringweg Nantes                           |
|           | Nantes - Saint-Jean-de-Beugné            |
| D137      | Saint-Jean-de-Beugné - Dompierre-sur-Mer |
|           | Dompierre-sur-Mer - La Rochelle          |

## Aansluitingen op andere Europese wegen
Tijdens de route komt de E3 de volgende Europese wegen tegen:
- De E46, die van Cherbourg tot Saint-Hilaire-Petitville hetzelfde traject volgt
- De E401, die van Guilberville tot Avranches hetzelfde traject volgt
- De E50 bij Rennes
- De E60 bij Nantes
- De E62 bij Nantes
- De E601 bij La Rochelle
- De E602 bij La Rochelle

## Historisch traject
De naam E3 werd oorspronkelijk vastgesteld bij decreet op 16 september 1950. Bestaande wegen vormden toen het traject van deze Europese weg. De E3 liep toen nog van Lissabon naar Stockholm, het Finse deel werd er later aan toegevoegd. In 1975 kwam het tot een ingrijpende verandering in de nummering. Hierbij werd een rooster over de kaart van Europa gelegd. Verbindingen van oost naar west kregen een even nummer en wegen van noord naar zuid een oneven nummer. De naam E3 werd gegeven aan de verbinding Cherbourg-La Rochelle in Frankrijk. De naam van deze vroegere E3 vindt men terug in de E3 Saxo Bank Classic, een wielerwedstrijd in het Belgische Harelbeke, nabij deze snelweg (in België hernummerd naar E17).
De oude route liep als volgt:
- - Lissabon - Salamanca - Valladolid - Burgos - Vitoria-Gasteiz - San Sebastian
- - San Sebastian - Irún - Biarritz - Bayonne - Bordeaux
- - Bordeaux - Poitiers - Tours - Orléans - Parijs
- - Parijs - Arras
- - Arras - Rijsel - Kortrijk - Gent - Antwerpen
- - Antwerpen - Turnhout - Eindhoven - Venlo - Duisburg
- - Duisburg - Osnabrück - Bremen
- - Bremen - Hamburg
- - Hamburg - Flensburg - Frøslev - Kolding - Vejle - Aarhus - Aalborg - Frederikshavn - ... - Göteborg
- - Göteborg - Stockholm
- - Stockholm - Turku - Helsinki